# Wilhelm Crull

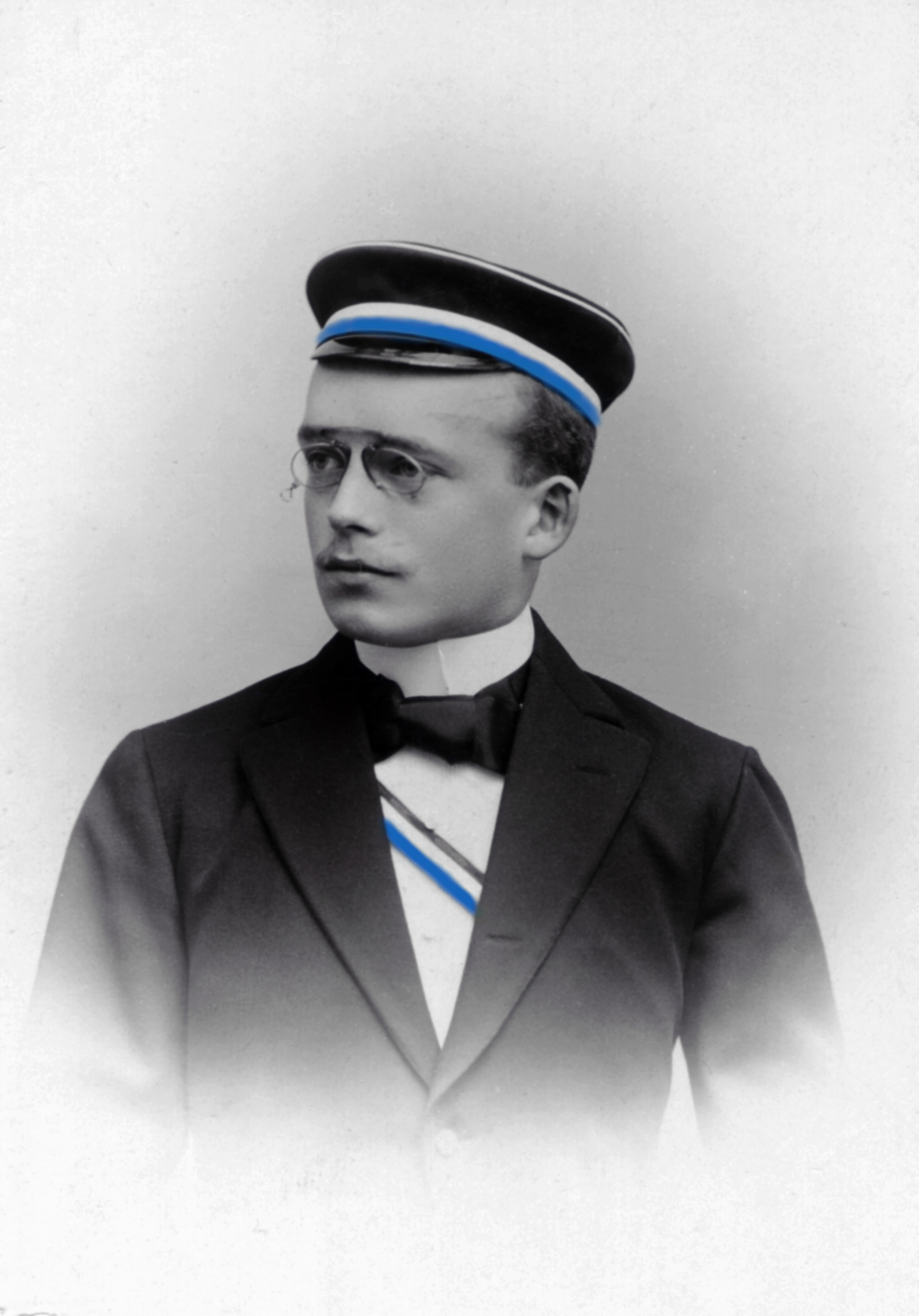
Wilhelm Crull

Engelbert Ludwig Friedrich Wilhelm Crull (* 26. Mai 1876 in Schwerin; † 13. Juli 1956 in Hamburg) war ein deutscher Konsularbeamter.

## Leben
Wilhelm Crull wurde als zweiter Sohn und eines von sechs Kindern des Ministerialsekretärs Paul Crull (1840–1896) und dessen Frau Elisabeth Dorothea Sophie, geb. Techen (* 1855), einer Arzttochter aus Wismar, geboren. Er studierte an der Ludwig-Maximilians-Universität Rechtswissenschaft und wurde 1897 im Corps Suevia München recipiert. 1898 schrieb er sich auch an der Universität Rostock ein. Nach dem Referendarexamen trat er 1899 in den  Justizdienst von Mecklenburg-Schwerin. Er bestand 1904 die Assessorprüfung  und wurde 1906 in Rostock zum Dr. iur.  promoviert. 1907 wurde er in den Auswärtigen Dienst (konsularische Laufbahn) einberufen. Von 1909 bis 1914 war er als Konsul in Shanghai, Hankau, Saigon und Hongkong. Als Vizekonsul berichtete er 1910 über die Bodenschätze Hunans. Nachdem er als Soldat am Ersten Weltkrieg teilgenommen hatte, kam er nach Skandinavien, 1917 als Konsul nach Kristiansund und 1919 als Legationssekretär nach Helsingfors. In der Weimarer Republik wurde er 1922 Generalreferent für Rechtssachen der Abteilung Osteuropa im Auswärtigen Amt. Seit 1924 Vortragender Legationsrat, war er 1925–1929 Generalkonsul in Kanton. 1930 in den einstweiligen Ruhestand versetzt, wurde er 1931 in das AA zurückberufen. Nachdem er 1934–1937 kommissarischer Leiter des Konsulats Yokohama gewesen war, blieb er als 61-Jähriger ohne Verwendung.